# Srbce
Srbce é uma comuna checa localizada na região de Olomouc, distrito de Prostějov.